# 19531 Charton
19531 Charton este un asteroid din centura principală de asteroizi.

## Descriere
19531 Charton este un asteroid din centura principală de asteroizi. A fost descoperit pe 7 aprilie 1999 la Socorro, New Mexico, în cadrul proiectului LINEAR. Asteroidul prezintă o orbită caracterizată de o semiaxă mare de 2,25 ua, o excentricitate de 0,17 și o înclinație de 5,7° în raport cu ecliptica.